# حزام السكتة الدماغية
السكتة الدماغية أو ماتسمى بحزام السكتة الدماغية هي الاسم الذي يطلق على منطقة في جنوب الولايات المتحدة وذلك وباعتراف من السلطات الصحية بوجود نسبة عالية وبشكل غير معتاد للسكتة الدماغية في المنطقة إضافة إلى امراض القلب والأوعية الدموية. وتعرف عادة على أنها ولاية 11 –وهي تتكون من ولاية ألاباما واركنسو وجورجيا وانديانا وكنتاكي، لويزيانا ومسيسبي ونورث كارولينا وساوث كارولينا، تينيسي، وفيرجينيا. وعلى الرغم من دراسة العديد من الأسباب المحتملة لحدوث السكتة الدماغية عالية، لم يتم بعد تحديد الأسباب.

## النطاق الجغرافي

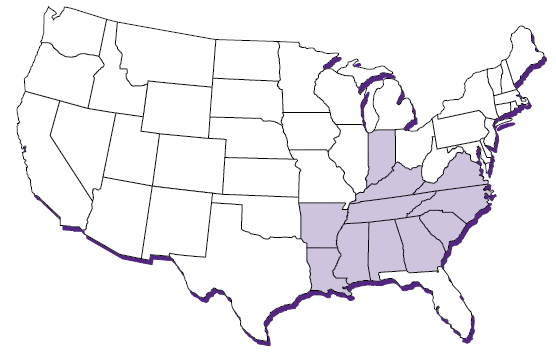
ولايات حزام السكتة الدماغية.

ان حزام السكتة الدماغية يشمل على عدة ولايات الا وهي ألاباما وأركنساس وجورجيا وانديانا وكنتاكي ولويزيانا وميسيسيبي ونورث كارولينا وساوث كارولينا، تينيسي، وفرجينيا. وفي عام 1980 سجلت هذه الإحد عشر ولاية سن الوفيات الناتجة عن السكتة الدماغية بمعدل جاوز أكثر من 10 ٪ من المتوسط العام. بعض الداسين لهذه الظاهرة اعتبرو ان شمال فلوريدا جزء من حزام السكتة الدماغية، وذلك بناء على معدل الوفيات والذي كان أعلى من عدة ولايات في المنطقة.

## التاريخ المشاهدات
لقد تم التعرف على حزام السكتة الدماغية في عام 1962 من قبل الباحثين العاملين في مراكز السيطرة على الأمراض والوقاية منها) الذين لاحظو تركيز السكتة الدماغية وارتفاع معدلات الوفاة في مقاطعات الساحل الأطلسي من ولاية كارولينا الشمالية وكارولينا الجنوبية وجورجيا. كانت  ولقد أيضا لوحظت معدلات عالية في وقت لاحق للسكتة الدماغية في منطقة دلتا الميسيسيبي.
لقد اوضحت التحليل من قبل مركز السيطرة على الأمراض وإحصائيات الوفيات في الولايات المتحدة من الفترة 1991 حتي 1998 أن كل من السود والبيض في المقاطعة يمثلو أعلى معدلات الوفيات من السكتة الدماغية في الولايات الجنوبية الشرقية ومنطقة دلتا نهر المسيسيبي. وتراوحت معدلات وفيات السكتة الدماغية بالنسبة للولايات الأخرى من 169 لكل 100000 في ولاية كارولينا الجنوبية وهي أعلى معدل إلى 89 في 100000 في نيويورك.وهو اقل معدل في الولايات المتحدة. معظم الدراسات ركزت في المقام الأول  على حدوث السكتة الدماغية لدى البالغين، ففي عام 2004 ذكر الباحثون أن الأطفال في تلك الولايات الإحدى عشرة معرضون إلى خطر ازدياد معدل الوفاة من السكتة الدماغية النزيفية بالمقارنة مع الأطفال في ولايات أخرى. ذكر جليمور واخرون  في عام (2007) ان البالغين الذين كانوا يقيمون في حزام السكتة الدماغية أثناء مرحلة الطفولة، وانتقلو إلى خارج المنطقة هم معرضون أكثر إلى الإصابة بالسكتة الدماغية في سن 50 من البالغين الذين نشأوا في المناطق التي لديها معدلات منخفظة للسكتة الدماغية. ولقد توصل باحثون آخرون إلى ملاحظات مماثلة.
في 2011، وضع الباحثون العاملون في مركز السيطرة على الأمراض والوقاية منها الولايات التي تعاني من مرض السكري على أساس المقاطعات، ولقد استنتجو أن أعلى معدلات انتشار مرض السكري هي في "الحزام السكري" والذي يتداخل وبشكل كبير مع حزام السكتة الدماغية.

## فرضيات حول الأسباب
لم تكن أسباب حدوث السكتة الدماغية في منطقة حزام السكتة الدماغية محددة. لقد حددت  العديد من العوامل المساهمة والممكنة، بما في ذلك ارتفاع ضغط الدم والوضع الاجتماعي والاقتصادي المنخفض، والنظام الغذائي، وجودة الرعاية الصحية. التسهيلات، والتدخين، والالتهابات  ومن بين العوامل المحددة التي تم اقتراحها أو دراستها ما يلي:
- لقد قيل ان سبب نسبة الوفيات المرتفعة من جراء السكتة الدماغية في هذه الولايات هي نتيجة ان معظم سكان المنطقة هم من الأميركين ذو الأصول الأفريقية، وذلك لأن معدلات وفيات الأميركيين الأفارقة جراء السكتة الدماغية أعلى من المعدل العام.[15] ومع ذلك، فإن معدلات الوفيات الناتجة عن السكتة الدماغية لدى الناس ذو العرق الأبيض أيضا تعتبر أعلى من معدلات الوفاة السكتة الدماغية في أجزاء أخرى من البلاد، فلذلك يمكن ان يعزى ارتفاع معدلات الوفاة في الحزام السكتة الدماغية إلى أرتفاع نسبة الأميركيين الأفارقة في المنطقة.
- وفي أوائل 1990 كان الاعتقاد السائد بأن نقص السيلينيوم في التربة في السهل الساحلي قد يكون عامل ومسبب للمرض.[16] ولكن تم ملاحظة حدوث السكتة الدماغية بنسب مرتفعة في مناطق مختلفة وذات ترية بخصائص مختلفة مما أدى إلى رفض هذه الفرضية [17]
- ويفترض بعض المراقبين للوضع أن أكثر سكان الحزام السكتة الدماغية يعانون من ارتفاع ضغط الدم غير المعالج. ومع ذلك، وجد الباحثون ان سكان جنوب الولايات المتحدة ومن المرجح على دراية بارتفاع ضغط الدم ويتلقون العلاج باعتبارهم من سكان الولايات المتحدة. بالإضافة إلى ذلك، لاحظ الباحثون الذين وثقو حالات مرتفعه للسكتة الدماغية في المنطقة للأطفال على انه "إذا السكتة الدماغية ناتجة بسبب الاختلافات إقليمية ذات علاقة بعوامل تصلب الشرايين وخطر السكتة الدماغية، فإنه ينبغي أن لا تنطبق على الأطفال.
- ولقد اقترح بأن أحد أسباب ارتفاع معدل الوفيات قد يكون طابع يغلب عليه الطابع الريفي للمنطقة، مما يزيد من المسافات التي يجب على المريض قطعها للحصول على العلاج الطبي في حالات الطوارئ. [13] ولقد تم اقتراح أسباب أخرى تتعلق بلاختلافات الإقليمية في مستويات الرعاية الطبية واعتبارها عوامل مساهمة وجد الباحثون في إحدى الدراسات، ان المرضى الذين خرجوا من المستشفيات في حزام السكتة الدماغية بعد معاناة احتشاء عضلة القلب الحاد هم لايتم علاجهم بالوارفارين كما يحدث في معظم مناطق الولايات المتحدة الأخرى.[18]
- اقترح جليمو واخرون (2007) ان ارتفاع حالات السكتة الدماغية في حزام السكتة الدماغية مرتبط للخبرات في مرحلة الطفولة.
- وقد تم اقتراح ان الفقر وسوء التغذية في الأجيال السابقة هي إحدى أسباب التي ادت إلى سوء التغذية قبل الولادة للأم وانخفاض وزن المواليد مما أدى إلى ارتفاع احتمالية الإصابة بأمراض القلب والأوعية الدموية [19]
- ويعتقد أيضا ان نوعية الحمية والتي تحتوي على الأطعمة المقلية والدهون العالية والتي تنتشر في المنطقة هي إحدى الأسباب المساهمة في انتشر المرض
- وقد لوحظ انه نفس المنطقة الجغارفية تعاني من ارتفاع معدلات الإصابة بسرطان الرئة ولقد عرف ان التدخين هو العامل الأقوى المساهم في تطور هذه الأمراض [20]

## مبادرات الصحة العامة للحد من حدوث السكتة الدماغية في المنطقة
لقد قامت الحكومة الفيدرالية الأمريكية بإعداد برامج صحية عامة بهدف الحد من انتشار السكتة الدماغية والوفيات في الحزام السكتة الدماغية. ففي 1990 تم تفعيل مبادرة السكتة الدماغية في الولايات الإحدى عشرة بحزام السكتة الدماغية، وتوفير التعليم والتغذية، وقياس ضغط الدم وبرامج التوقف عن التدخين، وبرامج انقاص الوزن، وغيرها من مبادرات تعزيز الصحة، والتعليم العام التي تستهدف عوامل واخطار السكتة الدماغية. وفي عام 2004، حصل المبادرة القضاء على الستة الدماغيى بحزام السكتة الدماغية من وزارة الصحة والخدمات البشرية منحة تهدف إلى الحد من ارتفاع معدلات السكتة الدماغية ووفيات السكتة الدماغية والإعاقة في الولايات السبع التي توجد بها أعلى معدلات الإصابة بالجلطة الدماغية (ألاباما واركنسو وجورجيا وميسيسيبي، ولاية نورث كارولينا وساوث كارولينا وتنيسي)

## مصطلحات
بقد تم صياغة مصطلح «حزام السكتة الدماغية» على غرار مصطلحات مماثلة لمناطق الولايات المتحدة مثل «حزام الثلج» و «حزام الشمس»  ولقد تم استخدام كلمة حزام استخدام قياسايا وهو وحدة من وحدات الملابس، ومقاطعات السهل الساحلي من كارولينا وجورجيا، هي أول من وصف هذه الظاهرة بحزام السكتة الدماغية حيث معدلات السكتة الدماغية مرتفعة، وتسمى أحيانا «مشبك حزام السكتة الدماغية.»

## وصلات خارجية
- Atlas of Stroke Mortality: Racial, Ethnic and Geographic Disparities in the United States, Centers for Disease Control and Prevention
- Stroke Statistics, Internet Stroke Center at Washington University

1. ↑  Elizabeth Querna, [http://health.usnews.com/usnews/health/briefs/childrenshealth/hb041008a.htm The Stroke Belt: Why do more people from the Southeast die of stroke, يو إس نيوز, October 8, 2004 [وصلة مكسورة] نسخة محفوظة 19 نوفمبر 2012 على موقع واي باك مشين.
2. ↑  [a b c Stroke Belt Initiative: Project Accomplishments and Lessons Learned, National Heart, Lung, and Blood Institute, National Institutes of Health; reports on a conference that occurred in 1996]
3. ↑  Siegel PZ, Wolfe LE, Wilcox D, Deeb LC (1992). "North Florida is part of the stroke belt". Public Health Rep 107 (5): 540–3. PMC 1403695. ببمد: 1410234. http://www.pubmedcentral.nih.gov/articlerender.fcgi?tool=pmcentrez&artid=1403695. نسخة محفوظة 2012-11-07 على موقع واي باك مشين.
4. ↑  Combating Southern Fried Fat, CBS News, February 14, 2005
5. ↑  Casper ML, Wing S, Anda RF, Knowles M, Pollard RA (May 1995). "The shifting stroke belt. Changes in the geographic pattern of stroke mortality in the United States, 1962 to 1988". Stroke 26 (5): 755–60. ببمد: 7740562. http://stroke.ahajournals.org/cgi/content/abstract/26/5/755. نسخة محفوظة 2010-05-14 على موقع واي باك مشين.
6. ↑  CDC Releases Atlas of Stroke Mortality, Centers for Disease Control and Prevention, National Center for Chronic Disease Prevention & Health Promotion, February 20, 2003
7. ↑  Fullerton HJ, Elkins JS, Johnston SC (Jul 2004). "Pediatric Stroke Belt: geographic variation in stroke mortality in US children". Stroke 35 (7): 1570–3. doi:10.1161/01.STR.0000130514.21773.95. ببمد: 15178830. http://stroke.ahajournals.org/cgi/content/abstract/35/7/1570. نسخة محفوظة 2011-06-16 على موقع واي باك مشين.
8. ↑  Glymour MM, Avendaño M, Berkman LF (Sep 2007). "Is the 'stroke belt' worn from childhood?: risk of first stroke and state of residence in childhood and adulthood". Stroke 38 (9): 2415–21. doi:10.1161/STROKEAHA.107.482059. ببمد: 17673716. http://stroke.ahajournals.org/cgi/content/full/38/9/2415. نسخة محفوظة 2010-10-02 على موقع واي باك مشين.
9. ↑  El-Saed A, Kuller LH (Sep 2007). "Is the stroke belt worn from childhood?: current knowledge and future directions". Stroke 38 (9): 2403–4. doi:10.1161/STROKEAHA.107.487405. ببمد: 17673801. http://stroke.ahajournals.org/cgi/content/full/strokeaha;38/9/2403. نسخة محفوظة 2010-08-13 على موقع واي باك مشين.
10. ↑  'Diabetes Belt' Outlined - US News نسخة محفوظة 09 يناير 2017 على موقع واي باك مشين.
11. ↑  "Researchers find U.S. "diabetes belt"". Reuters. March 8, 2011. http://www.reuters.com/article/2011/03/08/us-health-diabetes-idUSTRE7270WU20110308. نسخة محفوظة 2015-03-09 على موقع واي باك مشين.
12. ↑  HHS Announces Initiative to Reduce the Incidence of Stroke in Stroke Belt States, press release, Department of Health and Human Services, August 5, 2004
13. ↑  Stroke Mystery, Newsweek, November 8, 2005
14. ↑  Lisa Nainggolan, Hypertension may not be the whole story in the Stroke Belt, Medscape Medical News, February 9, 2005
15. ↑  African American males age 45 to 54 have a threefold greater risk of ischemic stroke than white males in the same age range
16. ↑  Felicity Barringer, Toward Solving the Mystery Of the American 'Stroke Belt'، The New York Times, July 29, 1992
17. ↑  Introduction, Atlas of Stroke Mortality: Racial, Ethnic, and Geographic Disparities in the United States (Casper ML, Barnett E, Williams GI Jr., Halverson JA, Braham VE, Greenlund KJ). Atlanta, GA: Department of Health and Human Services, Centers for Disease Control and Prevention, 2003
18. ↑  Stroke Belt — A Standard of Care Phenomenon?, Family Practice News, June 1, 2000
19. ↑  Risk may be associated with mother's health, Health & Medicine Week, July 14, 2003
20. ↑  Peto, R; Lopez AD, Boreham J et al. (2006). Mortality from smoking in developed countries 1950–2000: Indirect estimates from National Vital Statistics. Oxford University Press. ISBN 0-19-262535-7. http://www.ctsu.ox.ac.uk/~tobacco/.
 نسخة محفوظة 2016-05-26 على موقع واي باك مشين.
21. ↑  WordSpy website, posted on March 25, 2003
22. ↑  Howard G, Anderson R, Johnson NJ, Sorlie P, Russell G, Howard VJ (May 1997). "Evaluation of social status as a contributing factor to the stroke belt region of the United States". Stroke 28 (5): 936–40. ببمد: 9158628. http://stroke.ahajournals.org/cgi/pmidlookup?view=long&pmid=9158628 نسخة محفوظة 20 يوليو 2012 at Archive.is.

‌